# L.A. Reid
Antonio "L.A." M. Reid, född 7 juni 1956 i Cincinnati i Ohio, är en amerikansk skivdirektör, låtskrivare och skivproducent. Han är grundaren till skivbolaget LaFace Records. L.A. har också vunnit tre Grammy Awards. 2011–2012 var Reid jurymedlem i den amerikanska versionen av The X Factor.